# Jozef Moerenhout (kunstschilder)
Jozef Moerenhout (Joseph-Joducus Moerenhout) (Ekeren, 3 mei 1801 – Antwerpen, 11 juni 1875) was een Belgisch kunstschilder.

## Levensloop
Zijn vader Petrus Moerenhout was bakker en winkelier in Ekeren. Zijn moeder Johanna Jacobs was afkomstig uit Hoogerheide bij Bergen-op-Zoom. Ontdekkingsreiziger, koopman en diplomaat Jacques-Antoine Moerenhout was zijn broer.
Na een korte loopbaan in de handel kon Jozef Moerenhout in de leer bij de Antwerpse schilder Hendrik Van der Poorten, die zich toelegde op taferelen met dieren. Moerenhout zou dit genre ook tot zijn specialisatie maken. Hij studeerde van 1817 tot 1820 aan de Antwerpse kunstacademie, waarna hij zijn talent verder ontplooide in het atelier van de beroemde schilder Horace Vernet in Parijs.
In 1824 en 1825 woonde hij in Den Haag, vervolgens weer in Antwerpen en daarna van 1831 tot 1853 opnieuw in Den Haag. Daarna keerde hij definitief terug naar Antwerpen. Bekende adressen in Antwerpen zijn: rue Basse 29 (ca. 1863) en rue Gommaire, 33 (ca. 1866)
Hij stoffeerde in zijn tweede Hollandse periode enkele schilderijen van F.H.C. Drieling, J.H.Louis Meijer, Ch. Leickert, en Andreas Schelfhout. Enkele werden geëxposeerd in de tentoonstellingen van Levende Meesters.
Nederlandse leerlingen van hem waren : J.N. Nuys, F.E. Lintz, C.A.J. Schermer en F.P.T. Somerschoe. Tussen 1827 en 1831 was Jacques Van Gingelen leerling bij hem in Antwerpen.
Moerenhout schilderde romantisch-realistische taferelen waarin steeds paarden centraal stonden. Het zijn landschappen met voorstellingen van veldslagen of schermutselingen, jachtscènes of scènes met vissers, strandjutters, reizigers, voerlui of tafereeltjes bij een hoefsmid, een veearts, een landelijke afspanning en ook paardenstallen.
Via zijn leraar Hendrik Van der Poorten was hij voortzetter van de rijke Antwerpse traditie van dierenschilderkunst die via Van der Poortens leraar Hendrik-Arnold Myin tot bij Balthasar-Paul Ommeganck loopt.

## Tentoonstellingen

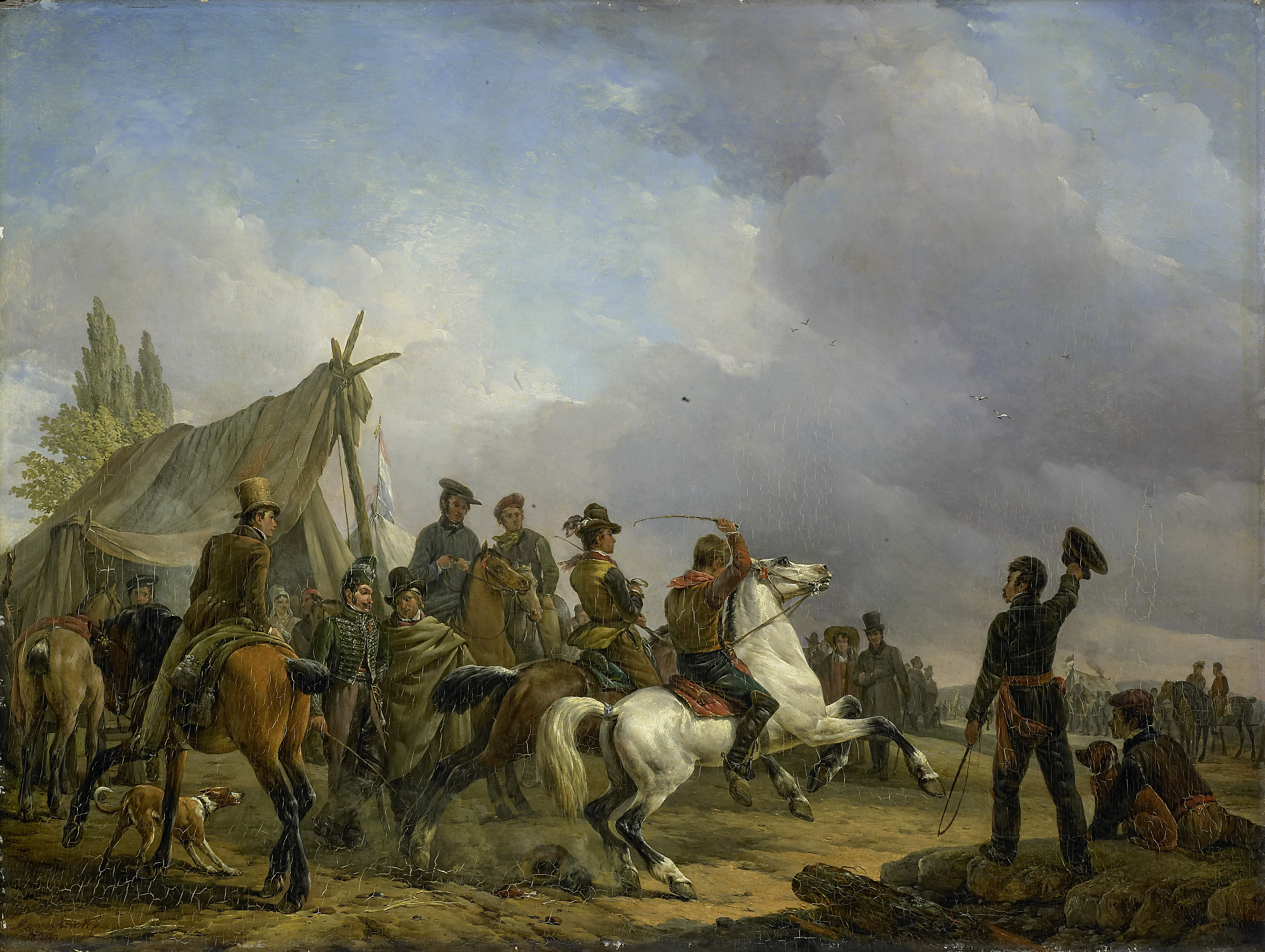
De harddraverij (1829), Rijksmuseum

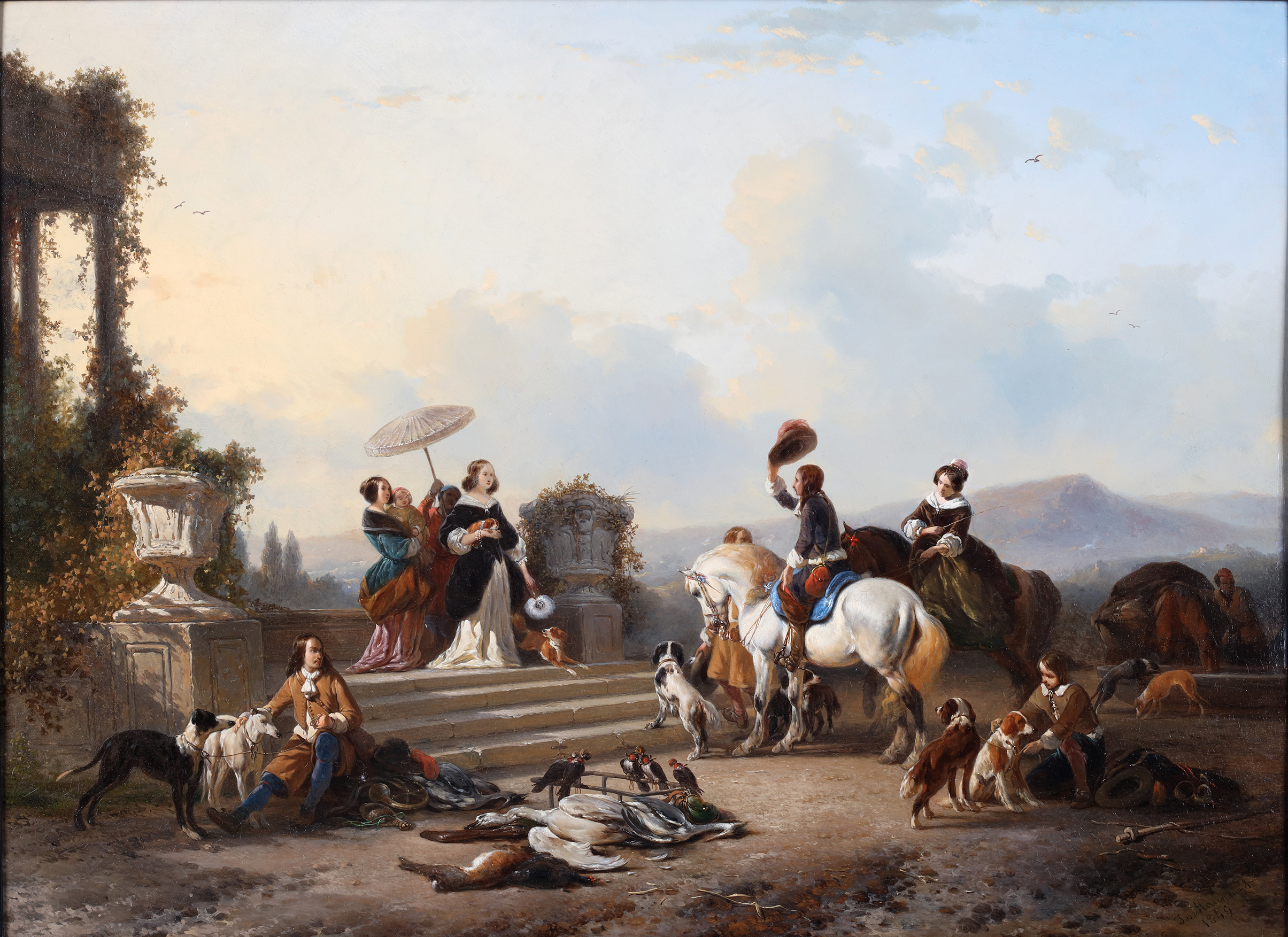
De terugkeer van de jacht (1849)

In Moerenhouts tijd was individueel exposeren in een galerie nog niet gebruikelijk. Het tentoonstellingsgebeuren verliep hoofdzakelijk via grote groepstentoonstellingen ("salons") in de grote steden en –kleinschaliger- in sommige provinciesteden.
- 1822, Antwerpen, Driejaarlijks Salon
- 1822, Amsterdam, Levende Meesters
- 1827, Den Haag, Levende Meesters
- 1828, Amsterdam, Levende Meesters
- 1829, Gent, Driejaarlijks Salon
- 1830, Amsterdam, Levende Meesters
- 1830, Den Haag, Levende Meesters
- 1834, Amsterdam, Levende Meesters
- 1834, Rotterdam, Levende Meesters
- 1835, Den Haag, Levende Meesters
- 1840, Antwerpen, Driejaarlijks Salon
- 1841, Amsterdam, Levende Meesters
- 1847, Den Haag, Levende Meesters
- 1848, Amsterdam, Levende Meesters
- 1848, Utrecht, Levende Meesters
- 1850, Amsterdam, Levende Meesters
- 1850, Leiden, Levende Meesters
- 1851, Den Haag, Levende Meesters
- 1852, Amsterdam, Levende Meesters
- 1853, Den Haag, Levende Meesters
- 1854, Amsterdam, Levende Meesters
- 1856, Amsterdam, Levende Meesters
- 1857, Den Haag, Levende Meesters
- 1859, Den Haag, Levende Meesters
- 1860, Amsterdam, Levende Meesters
- 1863, Den Haag, Levende Meesters
- 1866, Den Haag, Levende Meesters

## Musea
- Amsterdam, Rijksmuseum : “Kozakkenvoorpost” (1827), “De harddraverij” (1829)
- Amsterdam, Sted. Verzameling : “In een paardenstal”
- Amsterdam, Rijksprentenkabinet
- Amsterdam, Stedelijk Museum
- Den Haag, Gemeentemuseum : “Harddraverij te Scheveningen”
- Leiden, Rijksprentenkabinet : “Visser uit Scheveningen”
- Luik, Grand Curtius
- München
- Rotterdam, Museum Boymans-van Beuningen : “Een jachtgezelschap”, “Valkenjagers op een terras met een vergezicht”
- Brussel, Senaat